# Oreophryne zimmeri
Oreophryne zimmeri là một loài ếch trong họ Nhái bầu. Chúng là loài đặc hữu của Indonesia.